# Scindalmota limata
Scindalmota limata är en fjärilsart som beskrevs av Turner 1919. Scindalmota limata ingår i släktet Scindalmota och familjen stävmalar. Inga underarter finns listade i Catalogue of Life.